# Giovanni Valetti
Giovanni Valetti (Vinovo, 22 settembre 1913 – Avigliana, 28 maggio 1998) è stato un ciclista su strada italiano.
Professionista dal 1935 al 1948, vinse due volte il Giro d'Italia, nel 1938 e nel 1939; fu anche il primo italiano a vincere il Giro di Svizzera, nel 1938.

## Carriera sportiva

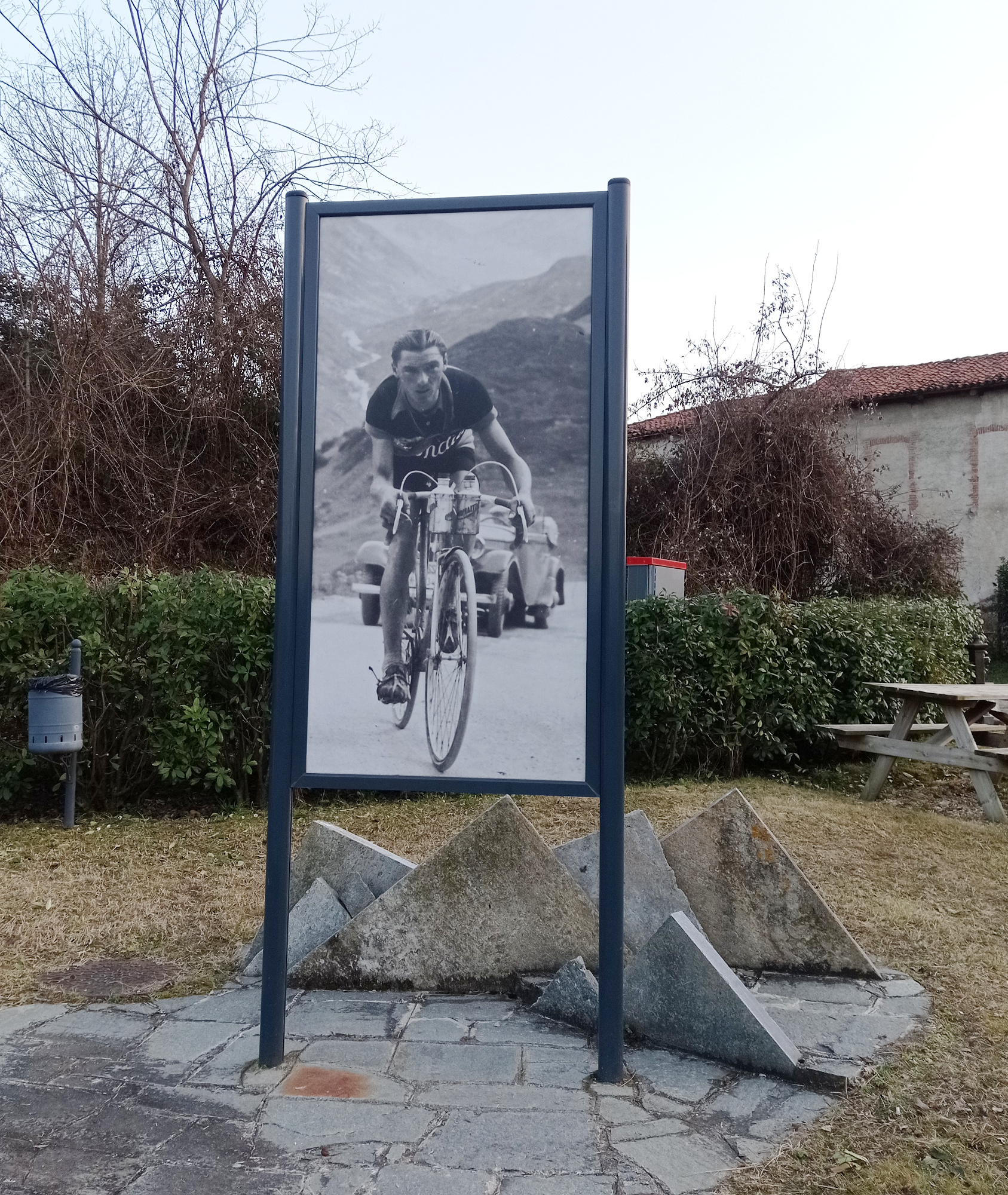
Memoriale Giovanni Valetti ai Laghi di Avigliana

### Origini ed esordi
Nasce a Vinovo da Margherita Pelassa e Giuseppe Valetti, guardia forestale dell'Ordine Equestre Sabaudo. È il primogenito di cinque fratelli e due sorelle. A sedici anni entra come operaio nella fabbrica della Lancia di Torino e con i primi stipendi compra la sua prima bicicletta.
Inizia a correre come dilettante nel 1931 nella società torinese S.C. Vigor. Nei due anni successivi vince diverse coppe minori come il Campionato Piemontese Allievi, il Gran Premio Cerutti, il Campionato Piemontese Juniores e la Coppa S. Ambrogio. Queste belle prestazioni gli valgono la fiducia della Vigor che nell'aprile 1933 decide di inviarlo a Roma alla partenza del 1º Giro del Lazio, in sostituzione di un compagno di squadra ammalato. In quella prova vince la terza tappa in solitaria e conquista la classifica finale. Nel settembre 1935 sempre con la Vigor fa sua la seconda tappa del Giro dell'Irpinia.

### Carriera professionistica
Alla fine del 1935 ottiene il suo primo contratto da professionista con la squadra torinese Frejus dei fratelli Ghelfi. Esordisce al Giro di Lombardia dello stesso anno.
Nel 1936 partecipa al suo primo Giro d'Italia con la maglia della Frejus. Parte come gregario di Olimpio Bizzi, ma ben presto si impone come capitano della squadra terminando la corsa al quinto posto. Vince Gino Bartali, all'epoca ventiduenne. Nel Giro d'Italia del 1937 dimostra grandi qualità di ciclista possente in pianura, resistente in salita, veloce in discesa. Arriva secondo dopo Bartali. Nel 1938 vince il Giro d'Italia, conquistando fin da subito la maglia rosa e conservandola fino all'arrivo a Milano. Il secondo classificato si troverà a 10 minuti di distacco in classifica generale. Bartali è però assente, "invitato" (fu praticamente obbligato) dal regime a correre il Tour de France. Nel 1938 Valetti vince anche il Giro di Svizzera, confermandosi uno dei migliori ciclisti al mondo.
Il Giro d'Italia 1939 è caratterizzato dal duello fra Valetti e Bartali, che si alternano a vestire la maglia rosa nelle prime due settimane. Saranno le tappe dolomitiche a decretare il più forte ciclista italiano. Valetti, con una fuga vittoriosa sotto la neve del Passo del Tonale, arriva a Sondrio con quasi dieci minuti su Bartali e vince il suo secondo Giro d'Italia consecutivo. Nel 1940 passa alla Bianchi, che vuole vincere a tutti i costi il Giro d'Italia; a vincere la "Corsa Rosa" sarà la Legnano con la giovane rivelazione Fausto Coppi, con Valetti "solo" diciassettesimo.
La seconda guerra mondiale fa da spartiacque alla carriera ciclistica di Valetti. Infatti, dopo aver sposato Anna Paschiero nel 1943, apre una latteria a Cesana Torinese e abbandona l'attività ciclistica. Tenta di ripresentarsi nel 1946, ma senza risultati.

## Dopo il ritiro
Dopo il ritiro dalle corse diviene operaio della fabbrica FIAT di Torino, attività che svolgerà fino alla pensione. Nel 1955 tenta l'avventura come direttore sportivo alla Carpano, esperienza che però terminerà precocemente. Muore il 28 maggio 1998. L'anno successivo gli viene conferito il titolo postumo di Grande Ufficiale della Repubblica.

## Palmarès
- 1933 (dilettanti)

3ª tappa Giro del Lazio (Rieti > Formia)
Classifica generale Giro del Lazio
- 1935 (dilettanti)

Coppa Borgna
2ª tappa Giro dell'Irpinia (Ariano Irpino > Sant'Angelo dei Lombardi)
- 1936 (Fréjus, una vittoria)

Gran Premio del Frejus
- 1937 (Fréjus, una vittoria)

3ª tappa Giro d'Italia (Acqui Terme > Genova)
- 1938 (Fréjus, sette vittorie)

4ª tappa, 1ª semitappa Giro d'Italia (Santa Margherita Ligure > La Spezia)
7ª tappa, 1ª semitappa Giro d'Italia (Rieti > Terminillo)
15ª tappa Giro d'Italia (Belluno > Recoaro Terme)
Classifica generale Giro d'Italia
3ª tappa Giro di Svizzera (Coira > Bellinzona)
4ª tappa Giro di Svizzera (Bellinzona > Sierre)
Classifica generale Giro di Svizzera
- 1939 (Fréjus, sei vittorie)

6ª tappa, 2ª semitappa Giro d'Italia (Rieti > Terminillo)
13ª tappa Giro d'Italia (Trieste > Gorizia)
14ª tappa Giro d'Italia (Gorizia > Cortina d'Ampezzo)
16ª tappa Giro d'Italia (Trento > Sondrio)
Classifica generale Giro d'Italia
Giro della Provincia di Torino

### Altri successi
- 1938 (Fréjus)

Classifica Gran Premi della Montagna Giro d'Italia

## Piazzamenti

### Grandi Giri
- Giro d'Italia

1936: 5º
1937: 2º
1938: vincitore
1939: vincitore
1940: 17º

### Classiche monumento
- Milano-Sanremo

1936: 22º
1937: 26º
1940: 35º
1941: 31º
- Giro di Lombardia

1935: 22º
1939: 20º
1940: 10º

## Memoria

### Odonomastica
A Giovanni Valetti nel 2011 il Comune di Vinovo ha intitolato una via, in una zona d'espansione edilizia civile.

### Nei media
Valetti è il protagonista del documentario Valetti il campione dimenticato, scritto da Lucio Lionello, Gabriele Monaco e Simone Gigiaro per la regia di Damiano Monaco. Il documentario è prodotto dalla casa di produzione H12 e distribuito dall'Istituto Luce.